# جيرالد روبنسون (لاعب كرة سلة مواليد 1984)
جيرالد روبنسون (بالإنجليزية: Gerald Robinson)‏ مواليد 15 سبتمبر 1984 في ممفيس، هو لاعب كرة سلة أمريكي. بدأ مسيرته الاحترافية في سنة 2008.

## المسيرة الاحترافية
لعب مع نادي كانتابريا لكرة السلة في الدوري الإسباني في موسم 2008–2009، ثم لعب مع بليموث رايدرز في سنة 2009، ثم لعب مع أبولون ليماسول في موسم 2012–2013، ثم لعب مع نادي فيرت لكرة السلة في موسم 2012–13، ثم لعب مع تشيشير فونيكس في موسم 2013–14.

## روابط خارجية
- جيرالد روبنسون على موقع كرة السلة الأوروبية.كوم (الإنجليزية)
- جيرالد روبنسون على موقع DraftExpress.com (الإنجليزية)
- جيرالد روبنسون على موقع كلية كرة السلة في سبورتس رفرنس.كوم (الإنجليزية)
- جيرالد روبنسون على موقع ريلجم (الإنجليزية)
- جيرالد روبنسون على موقع بروبوليرز (الإنجليزية)